# 캘리포니아 엑소더스
캘리포니아 엑소더스는 20세기 후반에 시작된 캘리포니아주 주민들의 다른 미국 주나 멕시코로의 지속적인 이주를 말한다. 캘리포니아 주민들이 고향을 떠나는 일반적인 이유는 높은 생계비지수, 캘리포니아주의 범죄, 정치, 세금, 오염 및 교통 체증을 포함한다. 텍사스주는 캘리포니아의 이전 주민들의 주요 목적지이며, 그 뒤를 이어 애리조나주, 네바다주, 워싱턴주, 플로리다주가 있다. 이 용어는 세금 수준이나 규제를 이유로 캘리포니아를 떠나는 기업들을 묘사하는 데도 사용되었다.

## 용어의 기원
1989년, 샌프란시스코 이그재미너와 나이트 리더는 캘리포니아 주민들이 다른 주로 이주하는 경향을 "캘리포니아 엑소더스"라고 불렀고 1991년에는 로스앤젤레스 타임스가 이를 "위대한 캘리포니아 엑소더스"라고 명명했다.

## 인구 통계
| 연도 | 유입 이주민 | 유출 이주민 | 순 이동  |
| ---- | ----------- | ----------- | -------- |
| 2010 | 444,749     | 573,988     | –129,239 |
| 2011 | 468,428     | 562,343     | –93,915  |
| 2012 | 493,641     | 566,986     | –73,345  |
| 2013 | 485,477     | 581,679     | –96,202  |
| 2014 | 513,968     | 593,308     | –79,340  |
| 2015 | 514,477     | 643,710     | –129,233 |
| 2016 | 514,758     | 657,690     | –142,932 |
| 2017 | 523,131     | 661,026     | –137,895 |
| 2018 | 501,023     | 691,145     | –190,122 |
| 2019 | 480,204     | 653,551     | –173,347 |
| 2021 | 433,402     | 841,065     | –407,663 |
| 2022 | 475,803     | 817,669     | –341,866 |
| 2023 | 422,075     | 690,127     | –268,052 |

캘리포니아는 멕시코-미국 전쟁 이후 미국에 편입되었다. 전쟁으로 멕시코로부터 할양받은 많은 멕시코 할양지와 마찬가지로 캘리포니아에는 소수의 비원주민 인구만이 살고 있었다. 그러나 캘리포니아 골드 러시는 인구 폭증을 가져왔고, 이로 인해 캘리포니아는 1850년에 주 지위를 얻었다. 1850년 미국 인구 조사와 1860년 미국 인구 조사 사이에 인구는 4배 이상 증가했다. 제2차 세계 대전 이후에는 항공우주 및 방위 산업 덕분에 두 번째 성장기를 맞았고, 1980년대와 1990년대 초에는 실리콘 밸리의 기술 산업 덕분에 세 번째 성장기를 경험했다. 냉전 종식 후 미국 연방 정부가 항공우주 지출을 삭감하면서 1990년대 중반 인구 증가세가 둔화되었다.
이 주는 약 1989년 이래 매년 국내 이주자 순손실을 기록했다. 샌프란시스코 이그재미너에 따르면, 1989년 캘리포니아를 떠난 대부분의 사람들은 주에서 태어난 사람들이었다. 1993년, 캘리포니아에서 이주하는 사람들의 수는 기록상 가장 높았다. 1995년부터 2000년까지 캘리포니아는 두 번째로 큰 국내 순 유출을 기록했으며, 대부분 네바다, 애리조나, 조지아, 노스캐롤라이나, 콜로라도로 이동했고, 해외에서는 이주민을 얻었다. 이 기간 동안의 순이동률은 -25%로 하와이(-65%), 알래스카(-51%), 뉴욕(-49%), 노스다코타(-41%), 일리노이(-30%), 와이오밍(-27%)에 이어 7번째로 높았다. 1955-1960년에는 캘리포니아를 포함한 10대 주 간 이주 흐름 모두 캘리포니아가 사람들을 받는 주였던 반면, 1995-2000년에는 캘리포니아가 순 손실을 기록한 10대 흐름 중 9개에서 캘리포니아가 순 손실을 기록했으며, 뉴욕주만이 캘리포니아에서 받은 것보다 더 많은 사람들을 보냈다. 닷컴 버블 붕괴 또한 1990년대 후반과 2000년대 초반에 추가적인 이주를 촉진했다. 비록 미국 내 이민자 수가 이민자 수를 초과했지만, 미국 외부로부터의 지속적인 이민자 유입은 1990년대 캘리포니아 인구의 전반적인 증가로 이어졌다.
미국 인구조사국의 추정치에 따르면, 2010년대에 620만 명이 주를 떠났고, 490만 명이 유입되어 순손실은 130만 명에 달했다. 2011년부터 2015년까지 캘리포니아 엑소더스는 절대적인 면에서는 상당했지만, 순 이주율은 낮았고, 이주민 유입과 유출 사이에 상당한 불균형이 있었다. 뉴욕은 이 세 가지 지표 모두에서 캘리포니아보다 더 높은 순손실을 기록했다.
캘리포니아주 재무부에 따르면, 2019년 7월부터 2020년 7월까지 주에서 유출된 인구는 유입된 인구보다 135,600명 더 많았으며, 이는 3년 연속 순 이주 손실을 기록한 것이다. 약 4천만 명에 육박했던 캘리포니아 주민 수가 정점에 달한 후, 2020년부터 2022년까지 이러한 둔화는 한 세기 만에 처음으로 제로 인구 성장을 넘어 완전한 음의 인구 성장을 기록했다. 2021년에 엑소더스는 증가하여, 36만 명 이상의 사람들이 캘리포니아를 떠났는데, 특히 텍사스, 애리조나, 워싱턴주, 아이다호주, 유타주와 같은 주로 이동했다. 일부는 멕시코의 생계비지수가 더 낮기 때문에 2021-2023년 인플레이션 급등을 피하기 위해 멕시코로 이주하기도 했다. 2021년 미국 지역 사회 조사 (ACS)에 따르면 캘리포니아는 다른 주에 비해 4번째로 높은 "고착성"을 보였다. 이는 댈러스 연방준비은행이 정의한 것으로, 해당 주에서 태어난 사람 중 여전히 그 주에 거주하는 사람의 비율을 의미한다 (캘리포니아는 73%). 2022년 ACS에 따르면 캘리포니아는 많은 유입 이주민에도 불구하고 "유입" 비율 (해당 주로 이주하는 사람의 수를 해당 주의 총 이주자 수로 나눈 비율)이 가장 낮았다 (11.1%).
엑소더스는 코로나19 범유행과 함께 가속화되었다. 2020년 4월부터 2022년 7월 사이에 주의 인구는 50만 명 이상 감소했다. 2023년 7월, 캘리포니아주 재무부는 2060년 인구 예측을 재검토하여, 2013년에 추정했던 5300만 명이 아닌 약 4천만 명 수준을 유지할 것으로 결론 내렸다. 2023년 10월, 스탠퍼드 경제 정책 연구소는 캘리포니아가 "텍사스, 애리조나, 네바다주와 같은 인접 주로 전례 없는 수준으로 주민들이 유출되고 있다"는 사실을 발견했으며, 이는 모든 소득 수준, 특히 대학 졸업생들 사이에서 두드러졌다. 캘리포니아 공공 정책 연구소에 따르면, 캘리포니아는 이전에 대학 졸업생과 고소득 가구를 유입했지만, 현재는 상대적으로 적은 비율 (2022-2023년 0.4%)로 이들을 잃고 있다. 캘리포니아 인구는 2020년 이후 처음으로 2023년에 증가했으며, 이는 팬데믹 종식 후 사망률 감소와 합법적인 외국인 이민 증가에 힘입은 것이다. 그러나 순 이주는 여전히 음수였고 (다른 주로 25만 9천 명의 주민이 떠남) 인구 증가율은 낮았다 (+0.17%). 2024년에도 주의 인구는 다시 증가했다. 비록 다른 주로 이주한 주민 수가 가장 많았지만 (–240,000명), 해외에서 유입된 이민자 수는 두 번째로 많았다 (+361,000명). 외국인 이민이 없다면 캘리포니아의 인구는 줄어들 것이고, 이는 이민 정책 변화에 취약하게 만들 것이다.

## 원인
지리 리뷰에 발표된 1995년 연구는 캘리포니아에서 이주하는 다양한 원인을 다음과 같이 설명했다.
군사 기지 폐쇄, 과도한 규제와 세금 비우호적인 주로 인식되어 기업들이 떠나는 현상, 그리고 태평양 연안의 목가적인 삶을 이룰 수 있다는 것에 대한 불안감이 커지면서 증가하고 가속화된 추세가 시작되었다. 1992년 말까지 삶의 질 설문조사에서는 주민들의 캘리포니아에 대한 인식이 사상 최저치를 기록했으며, 30%만이 캘리포니아를 "살기 좋은 곳 중 하나"라고 생각했다. 캘리포니아 남부와 북부 모두에서 발생한 사회적 혼란과 자연재해는 1988년 이후 거의 소화 불량 상태였던 경제를 더욱 불안하게 만들었다... 이는 단순한 불쾌함을 넘어선 거대한 변화의 징후를 나타낸다. 변화의 원인은 논쟁의 여지가 있을 수 있지만, 그 원동력은 논란의 여지가 없다: 캘리포니아 주민들은 이주하기 시작했다.

### 개인의 경우
엑소더스의 주된 원인은 높은 생계비지수 (특히 주거 비용)이며, 그 다음으로는 캘리포니아주의 범죄, 정치, 오염 및 교통 체증과 같은 문제들이 뒤따른다. 2022년 케네스 P. 밀러는 세금뿐만 아니라 주택, 식품 및 기타 필수품과 기호품에 대한 비용 상승이 캘리포니아 주민들이 주를 떠나는 가장 큰 이유라고 말했다. 리모트 워크의 증가는 사람들이 캘리포니아를 떠나기 쉽게 만들었으며, 특히 대학 졸업자와 고소득 가구에서 두드러졌다. 고소득 캘리포니아 주민들은 대부분 소득세가 없는 주 (알래스카, 플로리다, 네바다, 뉴햄프셔, 사우스다코타, 테네시, 텍사스, 워싱턴, 와이오밍)로 이주한다. 뉴욕 타임스의 업샷 분석에 따르면 정당성이 중요한 역할을 한다. 다른 어떤 주보다 더 많은 공화당원들이 캘리포니아를 떠났다. 맨해튼 정책 연구소의 스티븐 말랑가에 따르면, 자유주의자들은 정치적 보수주의자들보다 주를 떠날 가능성이 적다.

#### 주택
캘리포니아는 반복적으로 미국에서 가장 비싼 주 중 하나로 꼽혔다. 2022년 캘리포니아 주택의 중간 호가는 797,470달러였으며, 이는 주 내 가구의 1/4만이 감당할 수 있는 금액이다. 경제학자들은 제한적인 구역 설정 정책과 교통 인프라에 대한 투자 부족으로 인해 스프롤 현상, 주택 공급 제약, 높은 주택 가격, 심각한 교통 체증이 발생했다고 지적했다. 또한 판매세, 수수료, 그리고 1978년 캘리포니아 주민발의 13로 인해 신규 주민에게 불균형적으로 부과되는 부동산세에 대한 과도한 의존도 지적했다.

### 기업의 경우
2010년, 오렌지 카운티 레지스터는 높은 비용 때문에 "캘리포니아를 떠나는 기업들의 엑소더스"가 있었다고 보도했다.
2019년 이후 200개 이상의 기업이 캘리포니아를 떠났는데, 이는 미국 어느 주보다 많은 수치이다. 예를 들어 찰스 슈왑, 오라클, 팔란티어, 휴렛 팩커드 엔터프라이즈, 그리고 셰브론이 있다. 텍사스는 많은 새로운 본사를 유치했다. 일론 머스크의 회사인 테슬라와 스페이스X는 각각 2021년과 2024년에 본사를 텍사스로 이전했다. 베이 에어리어 협의회 경제 연구소에 따르면, 휴렛 팩커드 엔터프라이즈, 테슬라, 스노우플레이크는 본사를 이전한 후 캘리포니아에 배치된 신규 일자리의 비중이 크게 감소했지만, 찰스 슈왑은 비슷하게 유지되었다. 2022년 7월부터 2024년 7월까지 캘리포니아 도시들은 지식 산업 (정보, 금융서비스, 전문 및 비즈니스 서비스 부문)에서 최악의 고용 성과를 보였고, 휴스턴과 마이애미가 최고의 성과를 보였다. 2024년에 캘리포니아에 본사를 둔 포춘 1000 기업들은 주 내에 일자리의 25%를 게시했는데, 이는 팬데믹 이전의 33%에서 감소한 수치이다. 여러 영화 및 TV 프로덕션도 캘리포니아를 떠나 다른 미국 주 (예: 조지아) 또는 다른 나라 (예: 영국, 아일랜드, 헝가리)로 이동했다. 2024년 할리우드 TV 프로덕션은 5년 평균 대비 53% 감소했다.
후버 연구소에 따르면, 기업들은 "세금, 규제, 소송 비용, 인건비, 에너지 및 공공요금, 그리고 직원의 생계비지수" 때문에 캘리포니아를 떠난다. 백화점 체인 노드스트롬과 홀 푸드 및 쇼핑몰 운영업체 웨스트필드 또한 안전 문제를 캘리포니아 일부 지역에서의 운영 중단 이유로 언급했다.

## 결과

이 엑소더스로 인해 캘리포니아는 2020년 미국 인구 조사 이후 미국 하원 의석 1개를 잃게 되었다.

2020년 미국 인구 조사를 기반으로 한 2020년 미국 선거구 재조정 주기에서 캘리포니아는 역사상 처음으로 미국 하원 의석을 잃어 53석에서 52석으로 줄어들었다. 2024년 현재, 캘리포니아는 2030년 인구 조사 이후 4개의 의석을 잃을 것으로 예상된다.
미국 국세청 자료에 따르면, 납세자들의 캘리포니아주 이주로 인해 캘리포니아주는 2022년에 240억 달러의 가장 큰 소득 손실을 기록했다.

## 위치별

### 샌프란시스코
코로나19 범유행 이후 많은 기술 노동자들이 리모트 워크를 받아들이면서 샌프란시스코 도심의 상업용 부동산 약 3분의 1이 비어있다. 2020년부터 2023년 사이에 유니언 스퀘어 주변에서 거의 40개의 소매점이 문을 닫았다. 일부 관찰자들은 샌프란시스코가 "둠 루프"에 진입할 수 있다고 이론화했지만, 다른 사람들은 이러한 주장이 과장되었으며 위기는 도시 전체가 아닌 샌프란시스코 도심에 국한되었고 샌프란시스코는 항상 "호황과 불황"의 도시였다고 주장했다. 미국 인구조사 추정치에 따르면, 2020년부터 2022년까지 샌프란시스코의 인구는 6만 명 이상, 즉 7% 이상 감소했다. 2023년에 도시의 인구는 증가했으며, AI 붐이 기여 요인으로 꼽혔다.

## 같이 보기
- 캘리포니아 드림
- 캘리포니아-텍사스 경쟁
- 대평원 인구 감소
- 서쪽으로 가라, 젊은이
- 미국 주 및 준주별 순 이주 목록#국내 순 이주
- 선 벨트
- 백인 도피

## =인용
1. 1 2 3 4  Huang, Peng; Butts, Carter T. (2024년 7월 2일). 《California Exodus? A network model of population redistribution in the United States》. 《The Journal of Mathematical Sociology》 48. 311–339쪽. doi:10.1080/0022250X.2023.2284431. ISSN 0022-250X. PMC 11164555 |pmc= 값 확인 필요 (도움말). PMID 38863581.
2. 1 2 3  Dymond Green (2022년 6월 13일). “The California exodus continues as residents head south of the border”. 《CNBC》.
3. 1 2  “Droves of Californians are moving to Texas. Here's the life they are finding”. 《Los Angeles Times》 (미국 영어). 2023년 11월 6일. 2023년 11월 8일에 확인함.
4. ↑  Lin, Summer (2022년 7월 29일). “California exodus continues, with L.A., San Francisco leading the way: 'Why are we here?'”. 《Los Angeles Times》 (미국 영어). 2023년 6월 16일에 확인함.
5. ↑  Sheidlower, Erin; Snodgrass, Alcynna; Lloyd, Noah (2024년 10월 27일). “The California exodus has continued. Here's where most people leaving the Golden State moved to — and why.”. 《Business Insider》 (미국 영어). 2025년 3월 1일에 확인함.
6. 1 2  Vranich, Joseph; Ohanian, Lee E. (2022년 9월 14일). 《Why Company Headquarters Are Leaving California in Unprecedented Numbers》. 《Economics Working Paper》 (영어) (후버 연구소).
7. ↑  Fernandez 1989, 14쪽.
8. ↑  Nussbaum 1989.
9. ↑  Secter, Bob (1991년 5월 19일). 《Getting Out: Tired of Sigalerts? Fed Up With Smog? Afraid to Go Out at Night? Pack Your Bags and Join the Great California Exodus》. 《로스앤젤레스 타임스 매거진》. 745쪽  – Newspapers.com 경유.
10. ↑  “State-to-State Migration Flows”. 《The United States Census Bureau》. United States Census Bureau.
11. 1 2  “The California Gold Rush”. 《www.pbs.org》 (영어). 2023년 6월 3일에 확인함.
12. ↑  State of California Total Resident Population, 1850 to 2020, California State Data Center
13. ↑  “The History and Revival of Southern California's Aerospace Industry”. 《PBS SoCal》 (영어). 2019년 7월 9일. 2025년 3월 22일에 확인함.
14. ↑  “California's population drops for the first time in history”. 《Al Jazeera》 (영어). 2025년 3월 22일에 확인함.
15. ↑  “State and Regional Economic Developments in California”. 《lao.ca.gov》. 2025년 3월 22일에 확인함.
16. ↑  “California - Growth, Diversity, Economy”. 《브리태니커 백과사전》 (영어). 2025년 3월 21일. 2025년 3월 22일에 확인함.
17. ↑  Fernandez 1989, 3쪽.
18. ↑  Starrs & Wright 1995, 420쪽.
19. ↑  “State-to-State Migration Flows: 1995 to 2000”. 《Census.gov》 (영어). 2025년 3월 1일에 확인함.
20. ↑  “Net Migration Between California and Other States: 1955-1960 and 1995-2000”. 《United States Census Bureau》. 2013년 3월 7일.
21. ↑  Girion 2001, 475쪽.
22. ↑  McCormick 2000, 3쪽.
23. ↑  “653,551 folks left California in 2019. Where did they go?”. 《The Orange County Register》. 2020년 11월 9일.
24. ↑  “California's growth rate at record low as more people leave”. 《CNBC》. 2020년 12월 16일.
25. ↑  Beam, Adam (2019년 12월 23일). “California's Population Stalls Just Shy of 40 Million”. 《AP》.
26. ↑  Avalos, George (2022년 5월 4일). “Exodus: Bay Area, California population dropped in 2021 as people exited”. 《BANG》.
27. 1 2 3  “Study: California population drain is real; State is "hemorrhaging" residents to other states - CBS San Francisco”. 《www.cbsnews.com》 (미국 영어). 2023년 10월 26일. 2023년 11월 8일에 확인함.
28. ↑  “Texas natives likeliest to 'stick' around, pointing to state's economic health”. 《www.dallasfed.org》 (영어). 2025년 3월 1일에 확인함.
29. ↑  “Number and Percentage of State-to-State Movers Increased Between 2021 and 2022”. 《Census.gov》 (영어). 2025년 3월 1일에 확인함.
30. 1 2 3  “Who’s Leaving California—and Who’s Moving In?”. 《Public Policy Institute of California》 (미국 영어). 2025년 3월 22일에 확인함.
31. 1 2  “California's population dropped by 500,000 in two years as exodus continues”. 《로스앤젤레스 타임스》 (미국 영어). 2023년 2월 15일. 2023년 3월 4일에 확인함.
32. ↑  “California Looks Into the Future — and Sees Fewer Californians”. 《Bloomberg.com》 (영어). 2023년 7월 22일. 2023년 11월 8일에 확인함.
33. ↑  “California Exodus: Once growing rapidly, state population projected to remain the same through 2060”. 《Santa Cruz Sentinel》 (미국 영어). 2023년 7월 26일. 2023년 11월 8일에 확인함.
34. ↑  “California's population drain”. 《Stanford Institute for Economic Policy Research (SIEPR)》 (영어). 2023년 11월 8일에 확인함.
35. ↑  “California's population grew in 2023 for first time since 2020”. 《로이터》. 2024년 4월 30일.
36. ↑  Yan, Matt (2025년 2월 20일). “Which States Attract the Most New Residents?”. 《The New York Times》 (미국 영어). ISSN 0362-4331. 2025년 3월 20일에 확인함.
37. ↑  Castleman, Terry (2024년 5월 14일). “California exodus left a gaping population hole. Can the Golden State finally bounce back?”. 《로스앤젤레스 타임스》 (미국 영어). 2024년 5월 16일에 확인함.
38. ↑  Turner, Austin (December 27, 2024). “California's population is no longer in decline”. 《KTLA》 (영어). December 29, 2024에 원본 문서에서 보존된 문서. December 30, 2024에 확인함.
39. ↑  Carlton, Jim; Overberg, Paul (2025년 5월 25일). “Immigration Is the Only Thing Propping Up California’s Population”. 《Wall Street Journal》 (미국 영어). 2025년 5월 30일에 확인함.
40. 1 2  Starrs & Wright 1995, 418쪽.
41. ↑  Miller, Kenneth P (2022년 3월 23일). “What is causing Californians to leave the state?”. 《San Bernardo Sun》. 2022년 9월 29일에 확인함.
42. ↑  Sen, Conor (2023년 10월 30일). “Exodus From New York and San Francisco Is Far From Over”. 《Washington Post》.
43. ↑  “Where Are Californians Going When They Leave the Golden State?”. 《Public Policy Institute of California》 (미국 영어). 2025년 3월 23일에 확인함.
44. ↑  Kaysen, Ronda; Singer, Ethan (2024년 10월 31일). “Millions of Movers Reveal American Polarization in Action”. 《The New York Times》 (미국 영어). ISSN 0362-4331. 2025년 2월 27일에 확인함.
45. ↑  “Don't count on migrating Californians to bring left-wing politics to their new homes”. 《Dallas News》 (영어). 2020년 1월 30일. 2021년 3월 7일에 확인함.
46. ↑  “'California Exodus': Why Are So Many People Leaving The Golden State?”. 《www.wbur.org》 (영어). 2021년 2월 11일. 2021년 6월 28일에 확인함.
47. ↑  Register, Jan Norman (2010년 9월 23일). “'Leaving Cal.' list grows to 144 firms”. 《Orange County Register》 (미국 영어). 2025년 3월 22일에 확인함.
48. ↑  Parikh, Tej (2024년 10월 10일). “Checking out of Hotel California”. 《Financial Times》. 2025년 3월 1일에 확인함.
49. ↑  “What companies have left California since COVID?”. 《KRON4》 (미국 영어). 2022년 6월 23일. 2023년 5월 26일에 확인함.
50. 1 2  Elliott, Rebecca F. (2024년 8월 2일). “Chevron, in Snub to California, to Move Its Headquarters to Houston”. 《The New York Times》. 2024년 8월 2일에 확인함.
51. ↑  Milmo, Dan (2024년 2월 1일). “Elon Musk acts to move Tesla legal base to Texas after pay package ruling”. 《The Guardian》 (영국 영어). ISSN 0261-3077. 2025년 3월 1일에 확인함.
52. ↑  Clark, Stephen (2024년 7월 17일). “Elon Musk says SpaceX and X will relocate their headquarters to Texas”. 《Ars Technica》 (미국 영어). 2024년 8월 22일에 확인함.
53. 1 2 3  “Bay Watch – Taking Stock of the Business Exodus”. 《Bay Area Council Economic Institute》 (영어). 2025년 3월 23일에 확인함.
54. ↑  Campione, Katie (2025년 3월 26일). “Rob Lowe Claims California Leadership’s Handling Of Domestic Film & TV Production Exodus Is “Criminal” As State Seeks Solutions”. 《Deadline》 (미국 영어). 2025년 3월 29일에 확인함.
55. ↑  Smith, Julie Plec,Sarah Adina (2025년 2월 27일). “How Can Hollywood Stop a Production Exodus?”. 《The Hollywood Reporter》 (미국 영어). 2025년 3월 29일에 확인함.
56. ↑  “Hollywood’s exodus: Why film and TV workers are leaving Los Angeles”. 《Los Angeles Times》 (미국 영어). 2024년 6월 24일. 2025년 3월 29일에 확인함.
57. ↑  “As Productions Move Abroad, California Gears Up to Battle Film and TV Exodus”. 《Yahoo News》 (영어). 2024년 9월 25일. 2025년 3월 29일에 확인함.
58. ↑  Cho, Winston (2025년 1월 15일). “Los Angeles Film and TV Production Finishes 2024 At Historically Low Levels”. 《The Hollywood Reporter》 (미국 영어). 2025년 3월 29일에 확인함.
59. ↑  Cho, Winston (2024년 10월 23일). “Why Los Angeles Is Becoming a Production Graveyard”. 《The Hollywood Reporter》 (미국 영어). 2025년 3월 29일에 확인함.
60. 1 2 3  Delouya, Samantha (2023년 8월 30일). “It's not just crime: What's really going on with San Francisco's shrinking retail district”. 《CNN》 (영어). 2024년 6월 19일에 확인함.
61. ↑  Kavilanz, Parija (2023년 5월 23일). “Why retail theft is soaring: inflation, the economy – and opportunity”. 《CNN》 (영어). 2024년 6월 19일에 확인함.
62. ↑  Ronayne, Kathleen (2021년 4월 27일). “California losing congressional seat for first time”. 《AP News》 (영어). 2023년 12월 2일에 확인함.
63. ↑  Skelley, Geoffrey (2021년 4월 26일). “Which States Won — And Lost — Seats In The 2020 Census?”. 《FiveThirtyEight》 (미국 영어). 2023년 12월 2일에 확인함.
64. ↑  Li, Michael (2024년 12월 19일). “Big Changes Ahead for Voting Maps After Next Census”. 《Brennan Center for Justice》 (영어). 2025년 3월 20일에 확인함.
65. ↑  “The Blue-State Wealth Exodus Continues”. 《Wall Street Journal》. 2024년 7월 3일.
66. 1 2  Hammond, George; Kinder, Tabby (2023년 5월 18일). “What if San Francisco never pulls out of its 'doom loop'?”. 《Financial Times》. 2023년 5월 26일에 확인함.
67. ↑  Feng, Alice (2023년 5월 5일). “Downtown San Francisco continues to struggle as more businesses leave”. 《Axios》.
68. ↑  Shultz, Alex (2023년 5월 19일). “Media's SF 'doom loop' obsession has turned into a doom loop”. 《SFGATE》 (미국 영어). 2023년 5월 26일에 확인함.
69. ↑  “Is pandemic exodus over? SF population slightly increasing, Census Bureau numbers show”. ABC7 뉴스. 2024년 3월 15일.